# Екерсдорф
Екерсдорф (њем. Eckersdorf) општина је у њемачкој савезној држави Баварска. Једно је од 33 општинска средишта округа Бајројт. Према процјени из 2010. у општини је живјело 5.026 становника. Посједује регионалну шифру (AGS) 9472131.

## Географски и демографски подаци
Екерсдорф се налази у савезној држави Баварска у округу Бајројт. Општина се налази на надморској висини од 416 метара. Површина општине износи 36,2 km². У самом мјесту је, према процјени из 2010. године, живјело 5.026 становника. Просјечна густина становништва износи 139 становника/km².